# Josef Baumann (Barbier)
Josef Baumann (* 1815 in Hardheim; † 10. Juli 1874 in Buchen) war deutscher Bader und Barbier. Er war als exzentrischer Tierfreund weithin bekannt und galt den Zeitgenossen wegen seiner Rekordleistung, 94 Männer in einer Stunde zu rasieren, als der König der Barbiere.

## Leben
Sein genaues Geburtsdatum ist unbekannt. In alten Quellen wurde 1803 als Geburtsjahr gegeben, laut der jüngeren Forschung wurde er jedoch erst 1815 geboren. Er stammte aus Hardheim und kam nach Reisen nach England und Nordamerika 1854 nach Buchen, wo er sich als Bader und Barbier niederließ. Er erwarb ein Gebäude in der Buchener Innenstadt sowie ein großes Gartengrundstück mit See und Taubenhaus außerhalb des Ortes. In seinem Taubenhaus hielt Baumann Kanarienvögel und Papageien sowie einen gezähmten Raben. Im See züchtete er die für die Baderpraxis benötigten Blutegel, die er nicht nur selbst verwendete, sondern mit denen er auch handelte. Baumann hielt zahlreiche weitere Tiere, unter anderem auch einen Fuchs, den er an einer langen Kette mit sich zu führen pflegte. Der Exzentriker machte sich aber nicht nur als Tierfreund einen Namen, sondern er war auch bald aufgrund seiner beruflichen Fertigkeiten überregional bekannt.

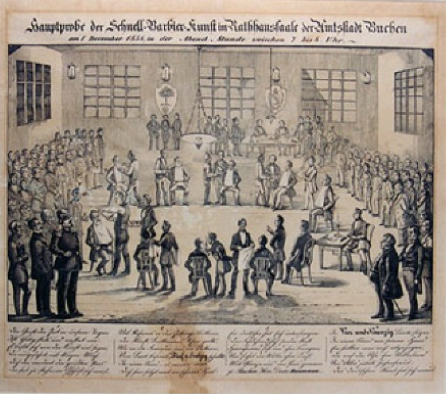
Baumanns Rekordversuch im Buchener Rathaussaal 1858 (Lithographie von Jakob Fehr)

Nachdem 1858 die Presse gemeldet hatte, ein englischer Barbier habe einen Rekord aufgestellt, indem er innerhalb einer Stunde 70 Männer rasiert habe, sah Baumann dies als Herausforderung. Am 1. Dezember 1858 lud er zum Rekordversuch in den Buchener Ratssaal. Dort wurden zehn Stühle im Kreis aufgestellt, auf denen sich Freiwillige zur Rasur niederließen, die von vier Gesellen eingepinselt wurden, während zwei weitere Gesellen die Messer schliffen, Baumann von einem Stuhl zum nächsten huschte und mit flinker Hand das Messer führte und zwei weitere Gesellen das Resultat überprüften. Der Rekordversuch wurde von Amtspersonen überwacht; der Großeicholzheimer Lithograph Jakob Fehr hielt die Szene im Bild fest. Nach einer Stunde hatte Baumann 94 Männer rasiert und den Rekord des englischen Barbiers weit übertroffen. Seine Leistung galt als nationale Tat. Großherzog Friedrich I. von Baden zeichnete Baumann mit einer Medaille aus und benannte ihn in seinem Schreiben als den König der Barbiere. Der Stich von Fehr, der unter dem Titel Hauptprobe der Schnell-Barbier-Kunst im Rathaussaale der Amtsstadt Buchen den Rekordversuch im Bild zeigt, fand – in verschiedenen Zeitungen und vor allem in Barbierstuben – weite Verbreitung.
Der Exzentriker Baumann erfreute sich seines Ruhms, aufgrund dessen man ihm manche Eigenheit nachsah. So zog er sich bei Streitigkeiten häufig auf sein Seegrundstück zurück, in dem er im Mai 1874 noch eine Badeanstalt mit Restauration einrichtete. Sein Taubenhaus war auch sein Zufluchtsort, nachdem er am 10. Juli 1874 in einem Eifersuchtsanfall seine Frau mit dem Schrotgewehr niedergeschossen hatte. Dort richtete er sich selbst, indem er sich den Hals durchstach.
Die Stadt Buchen hat 2008 in Erinnerung an Baumanns 150 Jahre zurückliegenden Rekord ein Aktionswochenende des Friseurhandwerks veranstaltet. Außerdem ist in Buchen die Barbier-Baumann-Straße nach ihm benannt.